# بردگوری ۲ چال منار
بردگوری ۲ چال منار در شهرستان مسجد سلیمان، بخش اندیکا، دهستان للر و تک، ۲۵۰ متری شمال شرق روستای چال منار واقع شده و این اثر در تاریخ ۲۶ اسفند ۱۳۸۷ با شمارهٔ ثبت ۲۵۹۶۸ به‌عنوان یکی از آثار ملی ایران به ثبت رسیده است.